# Cyrille Vogel
Cyrille Vogel (* 12. März 1919 in Soultzbach-les-Bains/Bad Sulzbach; † 24. November 1982 in Straßburg) war ein französischer (näherhin elsässischer) römisch-katholischer Geistlicher und Liturgiewissenschaftler, der vor allem im Bereich der mittelalterlichen Liturgie forschte.

## Leben
Cyrille Vogel wurde 1919 im nach dem Ersten Weltkrieg wieder zu Frankreich gehörenden Elsass geboren. Mit 18 Jahren begann er das Studium der katholischen Theologie in Straßburg, das er dann kriegsbedingt in Clermont-Ferrand und in Toulouse fortsetzte. 1942 empfing er die Priesterweihe und erweiterte anschließend seine Qualifikation durch ein Studium der klassischen Literatur. 1950 wurde er promoviert. Es schlossen sich Studien der christlichen Archäologie in Rom und des Ostkirchenrechts in Athen an. 1953 wurde er zum Professor für Liturgiegeschichte, christliche Archäologie und Ostkirchenrecht an der katholisch-theologischen Fakultät der Universität für Humanwissenschaften in Straßburg berufen. In dieser Stellung blieb er bis zu seinem plötzlichen Tod am 24. November 1982.

## Wirken
Wie sein Vorgänger Michel Andrieu edierte und kommentierte Vogel vor allem Quellen der mittelalterlichen Liturgiegeschichte. Gegenstände seiner Untersuchungen waren insbesondere das römisch-germanische Pontifikale aus dem 10. Jahrhundert und Quellen zur Bußliturgie. Bedeutend ist auch das von ihm verfasste Lehrbuch zu den mittelalterlichen Liturgiequellen, das mehrere Neuauflagen sowie 1986 eine überarbeitete und erweiterte englischsprachige Ausgabe erfuhr. Nach dem Zweiten Vatikanischen Konzil wirkte er als Konsultor des „Consilium zur Ausführung der Liturgiekonstitution“, d. h. des Rates für die Durchführung der Liturgiereform mit.

## Schriften (Auswahl)
- Mit Reinhard Elze: Le pontifical romano-germanique du Xe siècle : Le texte ; 1: (NN. I – XCVIII) (= Studi e testi). Bibl. Apostolica Vaticana, Città del Vaticano 1963.

- Mit Reinhard Elze: Le pontifical romano-germanique du Xe siècle : Le texte ; 2: (NN. XCIX - CCLVIII) (= Studi e testi). Bibl. Apostolica Vaticana, Città del Vaticano 1966.

- Mit Reinhard Elze: Le pontifical romano-germanique du Xe siècle : Introduction générale et tables (= Studi e testi). Bibl. Apostolica Vaticana, Città del Vaticano 1972.

- Le pécheur et la pénitence dans l’eglise ancienne (= Chrétiens de tous les temps). Cerf, Paris 1966.

- Le pécheur et la pénitence au Moyen Âge (= Chrétiens de tous les temps). Cerf, Paris 1969.

- Introduction aux sources de l’histoire du culte Chrétien au Moyen Âge. Centro Italiano di Studi sull’Alto Medioevo, Spoleto 1966 (mehrere Neuauflagen).

- Medieval liturgy : An introduction to the sources. The Pastoral Press, Washington D. C. 1986, ISBN 0-912405-10-4 (Originaltitel: Introduction aux sources de l’histoire du culte Chrétien au Moyen Âge. Übersetzt von William G. Storey; Niels Krough Rasmussen).